# Потолов, Иван Яковлевич

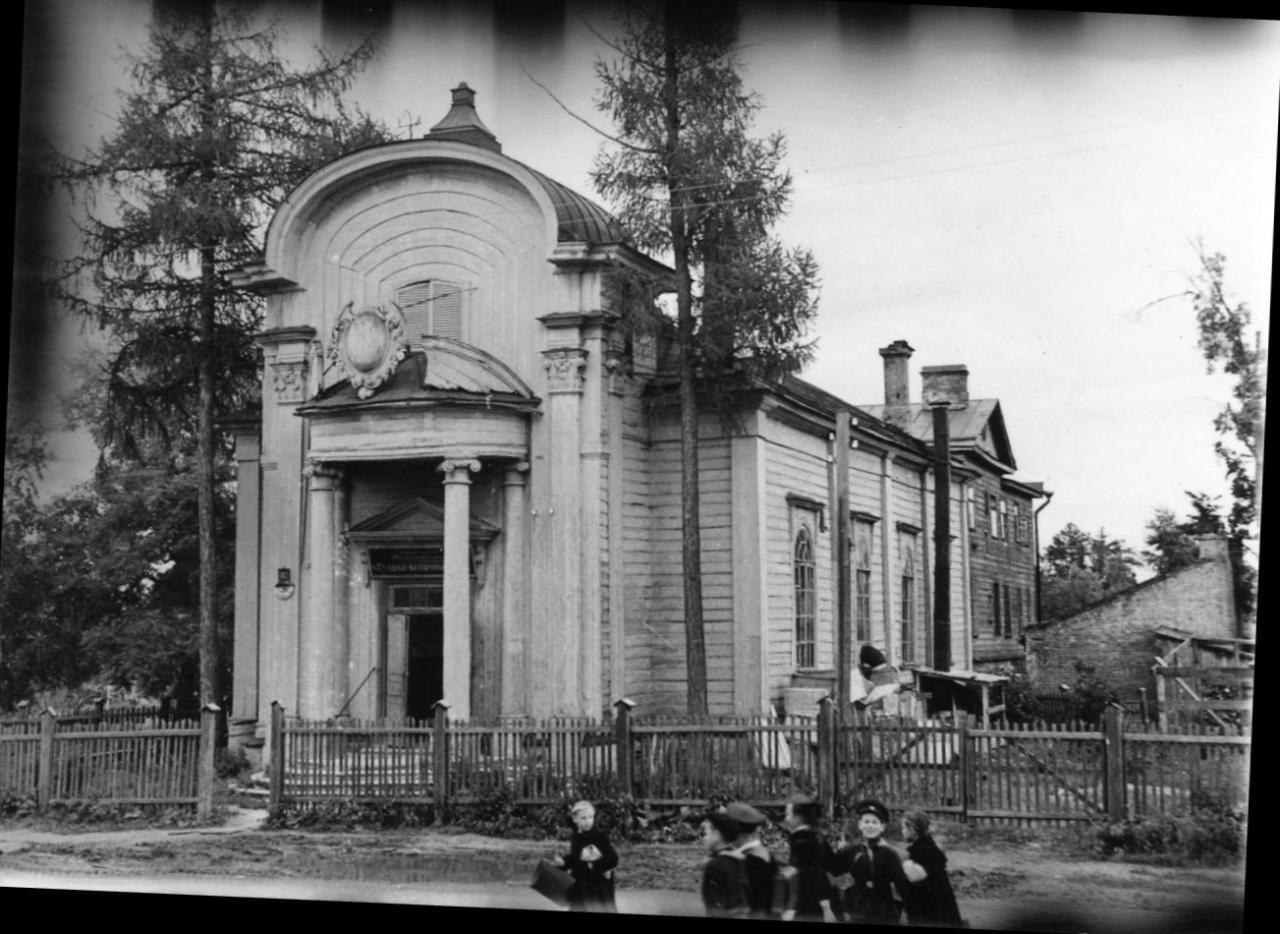
Лютеранская церковь св. Доротеи

Иван Яковлевич Потолов (25 сентября [7 октября] 1815 — 13 [25] марта 1887) — российский архитектор.

## Биография
Родился 25 сентября 1815 года в Ярославле. Сын подканцеляриста, Потолов был принят в Академию художеств 20 сентября 1824 года, а в 1831 году переименован в академисты второй степени и назначен в класс архитектуры к К. А. Тону. В 1834 году, будучи академистом первой степени, он получил за архитектурные композиции вторую серебряную медаль, а в 1836 году, за «проект Императорского Училища правоведения» — первую серебряную медаль, после чего был выпущен с званием классного художника.
В 1859 году Потолов определён архитектором при дворе великого князя Константина Николаевича и при городовом правлении в Павловске, в котором построил немало красивых сооружений.
Умер в Павловске 13 марта 1887 года в чине действительного статского советника.